# I Wonder What’s Become of Sally
I Wonder What’s Become of Sally ist ein Popsong, den Milton Ager (Musik) und Jack Yellen (Text) verfassten und 1924 veröffentlichten.

## Hintergrund

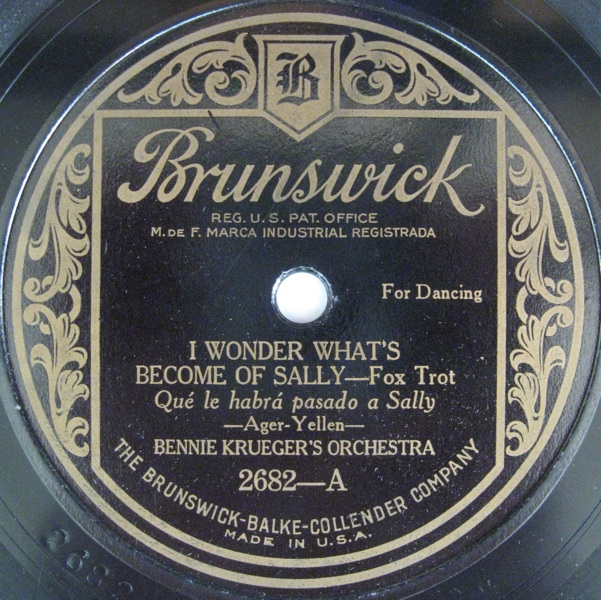
I Wonder What’s Become of Sally als Brunswick-Schellackplatte des Bennie Krueger’s Orchestra

Das Songwriter-Team Ager-Yellen schrieb den Foxtrott I Wonder What’s Become of Sally als Reminiszenz an den Barbershop-Quartettgesang der Jahrhundertwende. Der vortragende Sänger erinnert sich wehmütig an seine Freundin Sally und fragt sich, wo sie steckt; er fragt jeden, den er kennt nach ihr, in der Hoffnung, dass sie zu ihm zurückkehren würde (my Sally, that old gal of mine). Die ersten Strophen des Songs lauten:
Old time pals and old time gals,
Where are your smiles today?
Friends of old with hearts of gold:
Where have you drifted away?
Where is Johnny, and Mary, and all the rest?
And where is the one I love best?

## Erste Aufnahmen und spätere Coverversionen
In den Vereinigten Staaten wurde der Song vor allem durch die Version von Al Jolson populär; begleitet vom Carl Fenton Orchestra nahm er den Song am 6. August 1924 für Brunswick auf (#2671). Der Walzer war einer der großen Hits des Jahres 1924. Weitere Musiker, die den Song ab 1924 coverten, gehörten Irving Kaufman (Vocalion B-14842), Cliff Edwards (Perfect 12158), William Robyn (Cameo 1051), Sammy Burton (HMV), Cyril Newton (Columbia 3499), ferner die Bluessängerin Josephine Jones, die Vokalensembles The Troubadours (Victor 19487-B), The Vagabonds (Gennett), The Two Gilberts (Regal) und das Gesangsduo Gus Van und Joe Schenck. Auch die Orchester von Ted Lewis (Columbia 157-D) und Bennie Krueger (Brunswick 2682-A), das Lido Venice Dance Orchestra (Pathé), das Clarence Sherman’s Dance Orchestra (Domino 381), The Savoy Orphans (Columbia 3495), The Broadway Dance Orchestra (Edison, 51419), der Pianist Edgar Fairchild (Ampico 205191-E) und das Piano-Duo Frank Milne & Jack Wehrlen (Aeolian 173016) coverten den Song Mitte der 1920er-Jahre.
Der Diskograf Tom Lord listet im Bereich des Jazz insgesamt 22 (Stand 2016) Coverversionen, u. a. ab 1938 von Dick Robertson, Charlie Spivak, Herb Jeffries, Ray Anthony, Frank Froeba, Percy Humphrey, Sammy Benskin, Syd Lawrence sowie Lionel Ferbos & Dennis Brown. Verwendung fand der Song in dem Vitaphone-Film Born and Lawrence in „The Aristocrats“ (1928) und erstaunlicherweise auch in der Cole-Porter-Biographie Night and Day (1946, Regie Michael Curtiz). Auch Popvokalisten wie Bing Crosby, Perry Como, The Jack Halloran Singers und Dick Todd (Bluebird B-11212) coverten den Song.